# Townscaper
Townscaper es un videojuego de construcción de ciudades hecho por Oskar Stålberg. Fue lanzado para Windows y Mac en agosto de 2021. Un port de Nintendo Switch fue lanzado en agosto de 2021 cuando la versión de Steam dejó el acceso anticipado. La versión de móvil fue lanzada en octubre de 2021. Fue porteado posteriormente a Xbox One, Xbox Series X/S y navegadores web (como una demo) en diciembre de 2021. Cuenta con gráficos de bajo poligonaje y una interfaz de usuario simple y minimalista.

## Jugabilidad
Townscaper no tiene un objetivo inherente ni una historia, y ha sido descrito por el desarrollador Stålberg como «más parecido a un juguete» que a un juego. Los usuarios podrán construir un pueblo isleño colocando y quitando bloques coloridos en el océano. Varios «roles» determinan las apariencias de los bloques, algunos podrán ser espiras y otros balcones. Este método de decoraciones por reglas permite hacer arcos, jardines y escaleras sin instrucción específica del usuario.

## Escenario
Townscaper toma lugar en una gran grilla distorsionada en un mar infinito. Esto permite crear pueblos no estructurados más orgánicos en comparación con juegos similares hechos en grillas más reguladas.

## Desarrollo
Townscaper fue desarrollado por el desarrollador sueco Oskar Stålberg, quien trabajó previamente en Bad North. Stålberg dio una charla en el evento IndieCade Europe 2019 durante el desarrollo, mostrando algunas de las características del juego incluyendo la generación de terrenos y el diseño procedimental de estructuras.

## Recepción
La edición de PC de Townscaper recibió una puntuación de 86% de acuerdo con el sitio web agregador de reseñas Metacritic, indicando reseñas generalmente favorables. La edición de Nintendo Switch recibió un puntaje de 63%, con una recepción mixta o media.
Natalie Clayton de PC Gamer escribió: «Townscaper no tendrá la complejidad de Cities: Skylines, pero sus pueblos pintorescos llenos de calles empedradas e iglesias antiguas, muelles y faros se sienten más acogedores que las metrópolis americanas de los juegos de construcción de ciudad "reales"».
Christian Donlan de Eurogamer escribió: «[...] pero en sus propios términos, al entrar al juego cuando tienes un par de minutos de sobra para acostarte en un nuevo vecindario, Townscaper es un pequeño derrochador de tiempo absolutamente disfrutable que me ha mantenido ocupado desde que entró al acceso anticipado el año pasado. Ahora que ya ha salido, no dudo que volveré por unas vacaciones rápidas por los próximos meses».
Tilly Lawton de Pocket Tactics escribió: «Townscaper presenta un estilo de arte precioso e ilustrativo, un diseño de sonido sereno, y un concepto simple que seguramente te tranquilizará».